# トーマス・デイヴィッドソン (生物学者)
トーマス・デイヴィッドソン（Thomas Davidson、1817年5月17日 - 1885年10月14日）は、イギリスの古生物学者である。

## 生涯
スコットランドのエディンバラに生まれた。ミッドロージアンに土地を所有する豊かな家に生まれ、エディンバラ大学およびフランス、イタリア、スイスで学び、自然科学に興味を持った。多くの国の言葉と文学に親しみ、各国の科学者と親しくなった。
1837年レオポルト・フォン・ブーフの影響で特に腕足類の研究に取り組み、この分野の権威となった。主著は古生物学会 (Palaeontographical Society) から出版された『イギリスの腕足類化石』(Monograph of British Fossil Brachiopoda：1850年から1886年) で、6巻からなり、200以上の彼自身の手による石版画の図が収録された。現生種の腕足類の著作もロンドン・リンネ協会から出版された。
王立協会の会員に1857年に選ばれた。イングランド南部のブライトンで没し、デビッドソンの腕足類のコレションは大英博物館のものとなっている。

## 受賞歴
- 1865年: ウォラストン・メダル （ロンドン地質学会）[3]
- 1870年: ロイヤル・メダル （王立協会）[2]